# Odorrana ishikawae
Espèce
Synonymes
- Buergeria ishikawae Stejneger, 1901
- Rana ishikawae (Stejneger, 1901)

Statut de conservation UICN

 EN B1ab(i,ii,iii,v)+2ab(i,ii,iii,v) : En danger
Odorrana ishikawae est une espèce d'amphibiens de la famille des Ranidae.

## Répartition
Cette espèce est endémique des îles Okinawa dans l'archipel Nansei au Japon.
Les spécimens des îles Amami appartiennent à Odorrana splendida.

## Description
Odorrana ishikawae est une grenouille aux formes élancées, elle mesure de 88 à 106 mm pour les mâles et de 105 à 117 mm pour les femelles. Elle ne présente pas de bourrelets dorsaux tandis que les sacs vocaux sont bien visibles à la racine de la gueule.

## Reproduction
La ponte a lieu de janvier à mai. Les femelles pondent environ mille œufs de couleur crème et d'un diamètre de 2,9 à 3,5 mm.

## Étymologie
Cette espèce est nommée en l'honneur de Chiyomatsu Ishikawa.

## Publication originale
- Stejneger, 1901 : Diagnoses of eight new batrachians and reptiles from the Riu Kiu Archipelago, Japan. Proceedings of the Biological Society of Washington, vol. 14, p. 189-191 (texte intégral).